# Haskovo
Haskovo (bolgarsko Хасково) je glavno mesto istoimenske oblasti v osrednji južni Bolgariji.
Leta 2011 je mesto imelo 76.397 prebivalcev.